# Mika Häkkinen
Mika Pauli Häkkinen, född 28 september 1968 i Helsinge kommun, är en finländsk före detta racerförare och tvåfaldig världsmästare i Formel 1. Han fick under sin Formel-1 karriär smeknamnet "The Flying Finn", "Den flygande finländaren".
Han gifte sig med f.d journalisten Erja Honkanen 1998, de har en son och en dotter, paret skilde sig 2008. Häkkinen har även två döttrar och en son med flickvännen Markéta Remešová. Han är bosatt i Finland.

## Racingkarriär
Häkkinen debuterade i Formel 1 1991 och blev världsmästare med McLaren 1998 och 1999. Han blev därmed den andre finländaren som vunnit Formel 1-VM, efter Keke Rosberg.
Häkkinen är känd för sina spektakulära körningar, snabba kval och tysta presskonferenser med sin speciella finska humor. Hans första vinster var kontroversiella då stallorder var inblandade. Den första vinsten kom i Europas Grand Prix 1997 på Circuito de Jerez efter att David Coulthard fått flytta på sig för att låta Häkkinen köra om. Vid hans andra seger i Australiens Grand Prix 1998 beordrades Coulthard sakta in efter att McLaren-stallet strulat till det vid Häkkinens depåstopp och som gjorde att Häkkinen tappade ledningen till just Coulthard.
Han körde 2002 och 2004 i Finnish Rally Championship och placerade sig på 30:e respektive sjunde plats. Han kom på 30:e plats på grund av ett fyra minuters depåstopp.
Häkkinen gjorde comeback i racing 2005, men då i DTM i Mercedes och slutade på femte plats totalt. Han vann ett lopp under säsongen på Spa-Francorchamps. Häkkinen meddelade den 3 november 2007 att han avslutat sin racingkarriär, samma år hade han tagit två vinster i DTM.

## F1-karriär
| Säsong                 | Stall/Tillverkare      | Placering              | Lopp | Poäng | Etta | Tvåa | Trea | Pole | Varv |
| ---------------------- | ---------------------- | ---------------------- | ---- | ----- | ---- | ---- | ---- | ---- | ---- |
| 1991                   | Lotus-Judd             | 16                     | 16   | 2     |      |      |      |      |      |
| 1992                   | Lotus-Ford             | 8                      | 16   | 11    |      |      |      |      |      |
| 1993                   | McLaren-Ford           | 15                     | 3    | 4     |      |      | 1    |      |      |
| 1994                   | McLaren-Peugeot        | 4                      | 15   | 26    |      | 1    |      |      |      |
| 1995                   | McLaren-Mercedes       | 7                      | 16   | 17    |      | 2    | 5    |      |      |
| 1996                   | McLaren-Mercedes       | 5                      | 16   | 31    |      |      | 4    |      |      |
| 1997                   | McLaren-Mercedes       | 6                      | 17   | 27    | 1    |      | 2    | 1    | 1    |
| 1998                   | McLaren-Mercedes       | 1                      | 16   | 100   | 8    | 2    | 1    | 9    | 6    |
| 1999                   | McLaren-Mercedes       | 1                      | 16   | 76    | 5    | 2    | 3    | 11   | 6    |
| 2000                   | McLaren-Mercedes       | 2                      | 17   | 89    | 4    | 7    |      | 5    | 9    |
| 2001                   | McLaren-Mercedes       | 5                      | 17   | 37    | 2    |      | 1    |      | 3    |
| Sammanlagt 11 säsonger | Sammanlagt 11 säsonger | Sammanlagt 11 säsonger | 165  | 420   | 20   | 14   | 17   | 26   | 25   |

| 1. Europa 1997 2. Australien 1998 3. Brasilien 1998 4. Spanien 1998 5. Monaco 1998 6. Österrike 1998 7. Tyskland 1998 8. Luxemburg 1998 9. Japan 1998 10. Brasilien 1999 11. Spanien 1999 12. Kanada 1999 13. Ungern 1999 14. Japan 1999 15. Spanien 2000 16. Österrike 2000 17. Ungern 2000 18. Belgien 2000 19. Storbritannien 2001 20. USA 2001 |

| 1. Belgien 1994 2. Italien 1995 3. Japan 1995 4. Argentina 1998 5. Storbritannien 1998 6. Frankrike 1999 7. Belgien 1999 8. San Marino 2000 9. Storbritannien 2000 10. Europa 2000 11. Frankrike 2000 12. Tyskland 2000 13. Italien 2000 14. Japan 2000 |

| 1. Japan 1993 2. San Marino 1994 3. Storbritannien 1994 4. Italien 1994 5. Portugal 1994 6. Europa 1994 7. Storbritannien 1996 8. Belgien 1996 9. Italien 1996 10. Japan 1996 11. Australien 1997 12. Tyskland 1997 13. Frankrike 1998 14. Monaco 1999 15. Österrike 1999 16. Malaysia 1999 17. Kanada 2001 |

| 1. Luxemburg 1997 2. Australien 1998 3. Brasilien 1998 4. Spanien 1998 5. Monaco 1998 6. Frankrike 1998 7. Storbritannien 1998 8. Tyskland 1998 9. Ungern 1998 10. Belgien 1998 11. Australien 1999 12. Brasilien 1999 13. San Marino 1999 14. Monaco 1999 15. Spanien 1999 16. Storbritannien 1999 17. Österrike 1999 18. Tyskland 1999 19. Ungern 1999 20. Belgien 1999 21. Italien 1999 22. Australien 2000 23. Brasilien 2000 24. San Marino 2000 25. Österrike 2000 26. Belgien 2000 |

| 1. Italien 1997 2. Australien 1998 3. Brasilien 1998 4. Spanien 1998 5. Monaco 1998 6. Italien 1998 7. Luxemburg 1998 8. Brasilien 1999 9. Monaco 1999 10. Storbritannien 1999 11. Österrike 1999 12. Belgien 1999 13. Europa 1999 14. San Marino 2000 15. Storbritannien 2000 16. Spanien 2000 17. Monaco 2000 18. Kanada 2000 19. Ungern 2000 20. Italien 2000 21. Japan 2000 22. Malaysia 2000 23. Malaysia 2001 24. Storbritannien 2001 25. Ungern 2001 |